# 雷德奧克 (伊利諾伊州)
雷德奧克（英語：Red Oak）是位於美國伊利諾伊州斯蒂芬森縣的一個非建制地區。該地的面積和人口皆未知。

## 地理
雷德奧克的座標為42°23′32″N 89°40′18″W / 42.39222°N 89.67167°W，而該地的平均海拔高度為241米（即791英尺）。